# Donald Brashear
Pour les articles homonymes, voir Brashear.
 (février 2025).
Si vous disposez d'ouvrages ou d'articles de référence ou si vous connaissez des sites web de qualité traitant du thème abordé ici, merci de compléter l'article en donnant les références utiles à sa vérifiabilité et en les liant à la section « Notes et références ».
Donald Brashear (né le 7 janvier 1972 à Bedford dans l'Indiana aux États-Unis) est un joueur professionnel de hockey américain. Il possède aussi la nationalité canadienne.
Donald Brashear est le petit-neveu de Carl Brashear, qui fut le premier Afro-Américain à devenir instructeur de plongée au sein de l'US Navy.

## Biographie
Donald Brashear naît aux États-Unis, mais a grandi à Val-Bélair, dans la région de Québec. Après 3 saisons dans la Ligue de hockey junior majeur du Québec, il signe avec l'organisation des Canadiens de Montréal. Il joue avec eux ainsi qu'avec le club-école, les Canadiens de Fredericton.
En 1996, alors avec les Canadiens, il est impliqué dans une altercation verbale virulente avec son instructeur Mario Tremblay à Denver, lors d'un entraînement de l'équipe. Tremblay chasse Brashear de la patinoire sous les yeux des médias montréalais présents. Quelques jours plus tard, Brashear est échangé aux Canucks de Vancouver.
Lors de la saison 1999-2000, alors qu'il joue avec les Canucks de Vancouver, il est victime d'un coup de bâton à la tête par le joueur des Bruins de Boston, Marty McSorley dans un match disputé à Vancouver. Ce coup de bâton le fait chuter sur la glace, son casque bascule vers l'avant et Brashear frappé la glaec avec la tête, lui occasionnant une commotion cérébrale. McSorley est suspendu 23 matchs pour ce geste, suspension la plus longue de l'histoire à l'époque.
Au milieu de la saison 2001-2002, il est échangé aux Flyers de Philadelphie.
En raison du lock-out de la LNH, lors de la saison 2004-2005, il signe le 12 septembre 2004 avec le Radio X de Québec de la Ligue nord-américaine de hockey. Au terme des séries, il gagne la Coupe Futura.
Le 14 juillet 2006, il signe avec les Capitals de Washington.
Le 5 mai 2009, le quotidien russe, Sport-Express, affiche que Brashear irait en Russie pour signer un contrat avec le Vitiaz Tchekhov de la Ligue continentale de hockey. Toutefois, les Caps démentent la rumeur.
Le 1er juillet 2009, il signe un contrat de deux ans avec les Rangers de New York en tant qu'agent libre. Il commence la saison avec eux, avant d'être cédé à leur club-école, le Wolf Pack de Hartford. Le 2 août 2010, il est échangé aux Thrashers d'Atlanta, en compagnie de Patrick Rissmiller contre Todd White. Quelques jours plus tard, les Thrashers d'Atlanta rachètent son contrat et il devient alors agent-libre.
Le 30 septembre 2010, il signe avec le GCI de Sorel-Tracy de la Ligue nord-américaine de hockey. Le 16 novembre, il est échangé au 3L de Rivière-du-Loup, en retour de Éric Doucet.
Le 25 mars 2011, Donald Brashear est impliqué dans une altercation avec un joueur adverse survenue après un match de hockey sur le terrain de l'aréna de Rivière-du-Loup. Une plainte est déposée contre lui.
Le 23 avril de la même année, il annonce qu'il se lance dans les arts martiaux mixtes (MMA). Son premier combat a lieu au Ringside 11 le 4 juin 2011 au Colisée Pepsi de Québec. Il remporte par KO technique à 21 secondes du premier round son premier combat face à Mathieu Bergeron. Lors de l'entrevue d'après combat, Brashear indique qu'il disputera un deuxième combat de MMA d'ici quelques mois.
Le 26 juin 2011, il signe une prolongation de contrat avec les 3L de Rivière-du-Loup.
En 2024 il devient l'entraîneur-assistant du National de Québec dans la LNAH.
Le 15 février 2025 il est arrêté par le service de police de la ville de Québec. Il est accusé d'avoir battu sa femme.

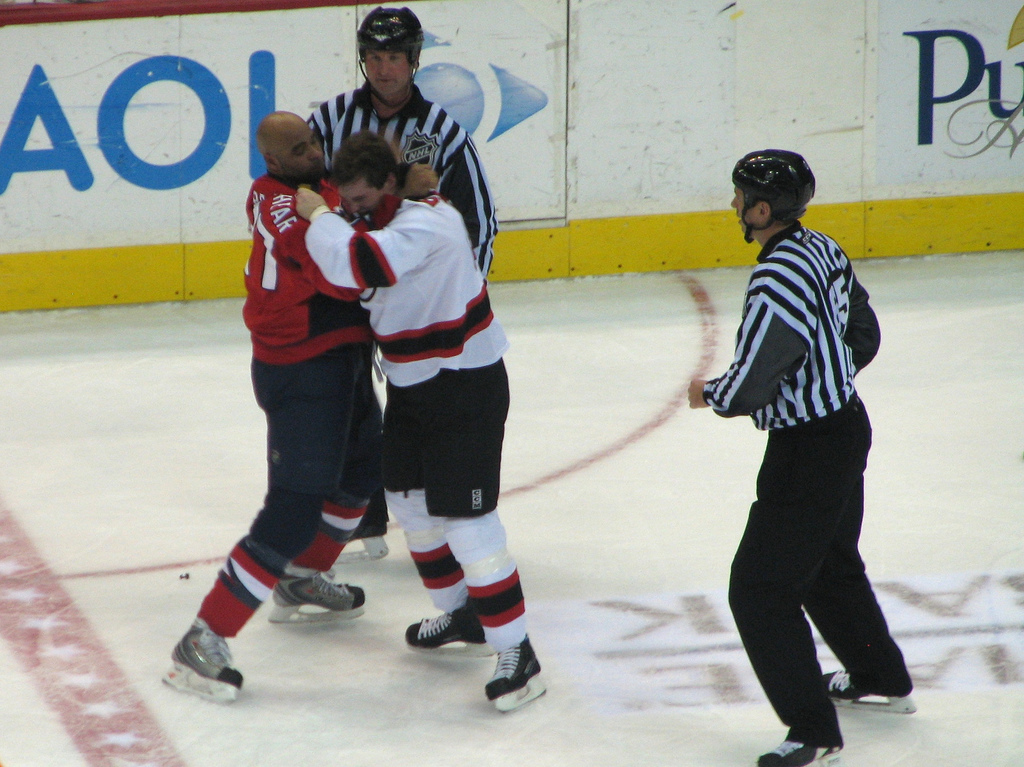
Donald Brashear combattant Sheldon Brookbank

## Statistiques
| Saison     | Équipe                        | Ligue      |       | Saison régulière | Saison régulière | Saison régulière | Saison régulière | Saison régulière |   | Séries éliminatoires | Séries éliminatoires | Séries éliminatoires | Séries éliminatoires | Séries éliminatoires |
| Saison     | Équipe                        | Ligue      | PJ    | B                | A                | Pts              | Pun              | PJ               | B | A                    | Pts                  | Pun                  |                      |                      |
| 1988-1989  | Gouverneurs de Sainte-Foy     | LHMAAAQ    | 10    | 1                | 2                | 3                | 10               | -                | - | -                    | -                    | -                    |                      |                      |
| 1989-1990  | Collège français de Longueuil | LHJMQ      | 64    | 12               | 14               | 26               | 169              | 7                | 0 | 0                    | 0                    | 11                   |                      |                      |
| 1990-1991  | Collège français de Longueuil | LHJMQ      | 68    | 12               | 26               | 38               | 195              | 8                | 0 | 3                    | 3                    | 33                   |                      |                      |
| 1991-1992  | Collège français de Verdun    | LHJMQ      | 65    | 18               | 24               | 42               | 283              |                  |   |                      |                      |                      |                      |                      |
| 1992-1993  | Canadiens de Fredericton      | LAH        | 76    | 11               | 3                | 14               | 261              | 5                | 0 | 0                    | 0                    | 8                    |                      |                      |
| 1993-1994  | Canadiens de Fredericton      | LAH        | 62    | 38               | 28               | 66               | 250              | -                | - | -                    | -                    | -                    |                      |                      |
| 1993-1994  | Canadiens de Montréal         | LNH        | 14    | 2                | 2                | 4                | 34               | 2                | 0 | 0                    | 0                    | 0                    |                      |                      |
| 1994-1995  | Canadiens de Fredericton      | LAH        | 29    | 10               | 9                | 19               | 182              | 17               | 7 | 5                    | 12                   | 77                   |                      |                      |
| 1994-1995  | Canadiens de Montréal         | LNH        | 20    | 1                | 1                | 2                | 63               | -                | - | -                    | -                    | -                    |                      |                      |
| 1995-1996  | Canadiens de Montréal         | LNH        | 67    | 0                | 4                | 4                | 223              | 6                | 0 | 0                    | 0                    | 2                    |                      |                      |
| 1996-1997  | Canadiens de Montréal         | LNH        | 10    | 0                | 0                | 0                | 38               | -                | - | -                    | -                    | -                    |                      |                      |
| 1996-1997  | Canucks de Vancouver          | LNH        | 59    | 8                | 5                | 13               | 207              | -                | - | -                    | -                    | -                    |                      |                      |
| 1997-1998  | Canucks de Vancouver          | LNH        | 77    | 9                | 9                | 18               | 372              | -                | - | -                    | -                    | -                    |                      |                      |
| 1998-1999  | Canucks de Vancouver          | LNH        | 82    | 8                | 10               | 18               | 209              | -                | - | -                    | -                    | -                    |                      |                      |
| 1999-2000  | Canucks de Vancouver          | LNH        | 60    | 11               | 2                | 13               | 136              | -                | - | -                    | -                    | -                    |                      |                      |
| 2000-2001  | Canucks de Vancouver          | LNH        | 79    | 9                | 19               | 28               | 145              | 4                | 0 | 0                    | 0                    | 0                    |                      |                      |
| 2001-2002  | Canucks de Vancouver          | LNH        | 31    | 5                | 8                | 13               | 90               | -                | - | -                    | -                    | -                    |                      |                      |
| 2001-2002  | Flyers de Philadelphie        | LNH        | 50    | 4                | 15               | 19               | 109              | 5                | 0 | 0                    | 0                    | 19                   |                      |                      |
| 2002-2003  | Flyers de Philadelphie        | LNH        | 80    | 8                | 17               | 25               | 161              | 13               | 1 | 2                    | 3                    | 21                   |                      |                      |
| 2003-2004  | Flyers de Philadelphie        | LNH        | 64    | 6                | 7                | 13               | 212              | 18               | 1 | 3                    | 4                    | 61                   |                      |                      |
| 2004-2005  | Radio X de Québec             | LNAH       | 47    | 18               | 32               | 50               | 260              | 14               | 7 | 9                    | 16                   | 46                   |                      |                      |
| 2005-2006  | Flyers de Philadelphie        | LNH        | 76    | 4                | 5                | 9                | 166              | 1                | 0 | 0                    | 0                    | 0                    |                      |                      |
| 2006-2007  | Capitals de Washington        | LNH        | 77    | 4                | 9                | 13               | 156              | -                | - | -                    | -                    | -                    |                      |                      |
| 2007-2008  | Capitals de Washington        | LNH        | 80    | 5                | 3                | 8                | 119              | 7                | 1 | 1                    | 2                    | 0                    |                      |                      |
| 2008-2009  | Capitals de Washington        | LNH        | 63    | 1                | 3                | 4                | 121              | 4                | 0 | 0                    | 0                    | 18                   |                      |                      |
| 2009-2010  | Rangers de New York           | LNH        | 36    | 0                | 1                | 1                | 73               | -                | - | -                    | -                    | -                    |                      |                      |
| 2009-2010  | Wolf Pack de Hartford         | LAH        | 27    | 2                | 4                | 6                | 25               | -                | - | -                    | -                    | -                    |                      |                      |
| 2010-2011  | GCI de Sorel-Tracy            | LNAH       | 8     | 6                | 5                | 11               | 8                | -                | - | -                    | -                    | -                    |                      |                      |
| 2010-2011  | 3L de Rivière-du-Loup         | LNAH       | 20    | 11               | 9                | 20               | 58               | 10               | 2 | 7                    | 9                    | 49                   |                      |                      |
| 2011-2012  | 3L de Rivière-du-Loup         | LNAH       | 18    | 3                | 5                | 8                | 63               | -                | - | -                    | -                    | -                    |                      |                      |
| 2012-2013  | 3L de Rivière-du-Loup         | LNAH       | 1     | 0                | 2                | 2                | 12               | -                | - | -                    | -                    | -                    |                      |                      |
| 2014-2015  | MODO hockey                   | SHL        | 12    | 0                | 0                | 0                | 6                | 4                | 1 | 0                    | 1                    | 2                    |                      |                      |
| 2015-2016  | Assurancia de Thetford        | LNAH       | 7     | 2                | 0                | 2                | 10               | 1                | 0 | 0                    | 0                    | 2                    |                      |                      |
| Totaux LNH | Totaux LNH                    | Totaux LNH | 1 025 | 85               | 120              | 205              | 2 634            | 60               | 3 | 6                    | 9                    | 121                  |                      |                      |

### Statistiques en équipe nationale
| Année | Équipe     | Compétition          |   | PJ | B | A | Pts | Pun          |  | Résultat |
| 1997  | États-Unis | Championnat du monde | 8 | 2  | 3 | 5 | 8   | 6e position  |  |          |
| 1998  | États-Unis | Championnat du monde | 6 | 0  | 0 | 0 | 10  | 12e position |  |          |

## Trophées et honneurs
- Ligue Nord-Américaine de Hockey
  - 2004-2005 : Coupe Futura avec le Radio X de Québec.
- Ligue de hockey junior majeur du Québec
  - 1991-1992 : Coupe du président avec le Collège français de Longueuil.
  - 2002-2003 : trophée Pele Lindberg remis par les joueurs au joueur s'étant le plus amélioré en rapport avec la saison précédente.